# Herminiimonas fonticola
Herminiimonas fonticola es una bacteria gramnegativa del género Herminiimonas. Fue descrita en el año 2005, es la especie tipo. Su etimología hace referencia a fuente. Es aerobia y móvil por flagelo polar. Tiene un tamaño de 0,7 μm de ancho por 1-4 μm de largo. Forma colonias de color amarillo y traslúcidas tras 72 horas de incubación. Temperatura de crecimiento entre 10-35 °C, óptima de 30 °C. Catalasa y oxidasa positivas. Tiene un contenido de G+C de 52,2%. Se ha aislado en un pozo de agua potable en Portugal.